# 22168 Weissflog
22168 Weissflog (2000 WX158) là một tiểu hành tinh bay qua Sao Hỏa được phát hiện ngày 30 tháng 11 năm 2000 bởi J. Kandler và G. Lehmann ở Volkssternwarte Drebach.